# Théon de Samos
Théon de Samos (grec ancien : Θέων ὁ Σάμιος) est un peintre grec de l'époque d'Alexandre le Grand.

## Style et thèmes
Théon est mentionné par Quintilien comme étant un bon artiste de second rang. D’après les sources anciennes, qui ne sont pas toujours fiables, son point fort était le réalisme de ses œuvres, ou peut-être, comme le dit Brunn, la représentation théâtrale des actions. On disait que ses personnages sortaient de l'image. 
Il a notamment choisi comme sujets la folie d'Oreste ou un soldat se précipitant au combat. Il accompagne le dévoilement de cette dernière peinture de sons de trompette, ce qui pourrait faire de lui un ancêtre du multimédia. Théon semble avoir peint des tableaux centrés avec force sur une seule personnalité, ce que P. Moreno interprète comme un symptôme de l'abandon du collectivisme civique grec et la mise en évidence du charisme individuel propre au style hellénistique.

## Problème d'identification
Un autre peintre, Theorus, est mentionné dans les sources anciennes: Brunn considère qu'il s'agit d'une erreur pour Théon, et qu'ils ne font qu'un seul et même artiste. Toutefois, Robert pense qu'il s'agit de deux artistes distincts, dont il ne faut pas confondre l’œuvre.